# 오호츠크해

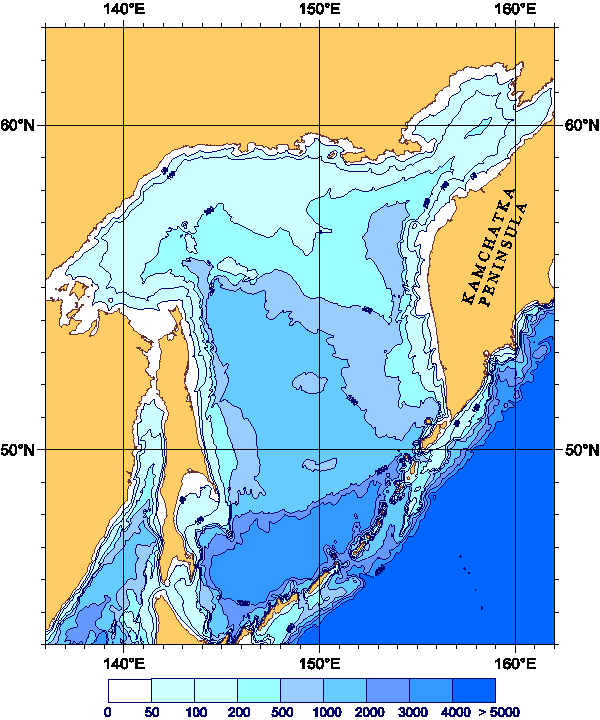
오호츠크해

오호츠크해(러시아어: Охотское море, 일본어: オホーツク海, 문화어: 오호쯔끄해)는 서태평양의 연해이다. 동쪽으로는 캄차카반도, 남동쪽으로는 쿠릴 열도가, 남서쪽으로는 사할린섬과 홋카이도가 있다. 북쪽으로는 시베리아가 위치해 있다.
오호츠크해는 동해와 연결되어 있고, 사할린만과 타타르 해협, 라페루즈 해협이 있다.

## 어원
오호츠크해의 명칭은 오호츠크해 주변에 최초로 건설된 러시아의 식민지 도시였던 오호츠크에서 유래하였다. 도시 이름 오호츠크(Okhotsk)는 오호타강의 하구에 위치해 있기 때문에 이러한 이름을 얻게 되었는데, 여기서 오호타는 “넓은 강”을 의미하였다.

## 지리
삼면이 유라시아 대륙에 둘러싸여 있으며, 남쪽으로 쿠릴 열도를 통해 태평양과 연결되어 있다. 해역 중앙부에 작은 섬들은 없다. 주요 섬으로 쿠릴 열도 외에 남서부에 사할린과 홋카이도가 있다. 또한 서부 러시아령 샨타르스키예 제도가 있다.
오호츠크해의 표면 면적은 약 152.8만km2이고, 평균 수심은 838m이다. 북부 대륙사면이 넓게 퍼져 있고, 남부로 가면 점차 깊어진다. 중앙부에는 수심 1,000m ~ 1,600m의 분지가 있고, 남쪽으로 가장 깊은 곳인 쿠릴 분지가 위치해 있다. 최심부는 쿠릴 열도 근처로, 수심 3,658m이다.

## 생물
오호츠크해에는 청어, 연어, 송어, 명태, 대구, 무당게, 갈치, 바다표범, 물개, 참고래, 흰고래, 북극고래, 보리고래 같은 생물이 산다.

## 해류
오호츠크해 표층에는 반시계방향으로 흐르는 해류가 있다. 이를 오호츠크 환류라고 한다. 캄차카반도로부터 쿠릴 열도 북부 해협을 통하는 캄차카 해류(넓게 보면 쿠릴 해류로 보기도 한다)의 일부가 유입된다. 이들의 일부가 쿠릴 열도의 해협에서 나와 쿠릴 열도의 태평양 측을 남하하는 동 캄차카 해류와 서로 섞여 쿠릴 해류를 형성한다.

### 유빙
아무르강의 물이 유입되는 하구 부근에는 염분의 농도가 낮고, 밀도 성층이 강해진다. 이 때에 시베리아 기단의 영향을 받아 바다가 얼게 되는데, 하구 부근 이외의 북부 해역에서도 12월부터 결빙이 나타나 2월에는 오호츠크해의 70~80%가 얼음에 덮이는 절정에 이른다. 동해 북부와 함께 오호츠크해가 북반구 해빙이 분포하는 해역에서 가장 저위도인데, 이는 아무르강의 하천수 유입에서 비롯하는 요인이 크다. 바람과 해류에 실려 해빙이 유빙으로 떠다니게 되는데, 사할린 동쪽을 따라 남하한다. 때로는 태평양 연안의 일본 구시로시까지 유빙이 도달하기도 한다.

## 항구
- 아바시리시, 홋카이도, 일본
- 마가단, 마가단, 러시아
- 몬베쓰시, 홋카이도, 일본
- 팔라나, 캄차카, 러시아
- 왓카나이시, 홋카이도, 일본
- 유즈노사할린스크, 사할린, 러시아

## 지도
| 가잔 열도갠지스강고다바리강고비 사막나일강류큐 열도남중국해노르웨이해뉴기니섬네푸드 사막다싱안링산맥다뉴브강동시베리아해동중국해동해둥베이 · 평원랍테프해룹알할리 사막레나강마다가스카르섬마리아나 제도마르마라해말레이반도메콩강몰디브 제도몽골고원바렌츠해바이칼호바탄 제도발리섬발트해발하시호백해베링해벵골만보르네오섬북극해북해볼가강북드비나강브라마푸트라강사할린섬샤오싱안링산맥세이셸 군도소코트라섬수마트라섬술라웨시섬스리랑카섬스칸디나비아반도스타노보이산맥스프래틀리 군도시나이반도새머리싱가포르섬아나톨리아아덴만아라비아반도아라비아해아라푸라해아랄해아무르강아조프해아프리카의 뿔안다만 제도알타이산맥알류샨 열도에게해예니세이강오가사와라 제도오만만오비강오스트레일리아오호츠크해우랄강우랄산맥유프라테스강이란고원인더스강인도 아대륙인디기르카강인도양 (북부)인도차이나반도일본 열도자와섬주강장강치롄산맥카라해카라코람카스피해캄차카반도캅카스산맥캐롤라인 · 제도콜리마강쿠릴 열도쿤룬산맥크리스마스섬타이만대만타클라마칸 사막북태평양톈산산맥통킹만티그리스강티모르섬티베트고원파라셀 제도파미르페르시아만페초라강프라타스섬필리핀 제도필리핀해하이난한반도항가이산맥호르무즈홋카이도홍해화베이 · 평원황하황해흑해히말라야산맥힌두스탄 · 평원힌두쿠시class=notpageimage\| 유라시아에서의 오호츠크해의 위치 |